# TSLP
TSLP (англ. Thymic stromal lymphopoietin) – білок, який кодується однойменним геном, розташованим у людей на короткому плечі 5-ї хромосоми. Довжина поліпептидного ланцюга білка становить 159 амінокислот, а молекулярна маса — 18 141.
| 10         |  | 20         |  | 30         |  | 40         |  | 50         |
| ---------- |  | ---------- |  | ---------- |  | ---------- |  | ---------- |
| MFPFALLYVL |  | SVSFRKIFIL |  | QLVGLVLTYD |  | FTNCDFEKIK |  | AAYLSTISKD |
| LITYMSGTKS |  | TEFNNTVSCS |  | NRPHCLTEIQ |  | SLTFNPTAGC |  | ASLAKEMFAM |
| KTKAALAIWC |  | PGYSETQINA |  | TQAMKKRRKR |  | KVTTNKCLEQ |  | VSQLQGLWRR |
| FNRPLLKQQ  |  |            |  |            |  |            |  |            |

A: Аланін

C: Цистеїн

D: Аспарагінова кислота

E: Глутамінова кислота

F: Фенілаланін

G: Гліцин

H: Гістидин

I: Ізолейцин

K: Лізин

L: Лейцин

M: Метіонін

N: Аспарагін

P: Пролін

Q: Глутамін

R: Аргінін

S: Серин

T: Треонін

V: Валін

W: Триптофан

Кодований геном білок за функцією належить до цитокінів. 
Задіяний у такому біологічному процесі, як альтернативний сплайсинг. 
Секретований назовні.